# Planitia
Planitia (plurale: planitiae) è un termine latino dal significato letterale di "pianura", comunemente utilizzato nel campo dell'esogeologia per indicare bassipiani o regioni prive di rilievi (in contrapposizione con l'espressione planum, che designa in genere un altipiano). Da un punto di vista più strettamente geologico, molte regioni di questo tipo si sono originate come grandi bacini d'impatto: è il caso di Isidis Planitia, ad est di Syrtis Major Planum, su Marte.
Oltre che sul Pianeta Rosso, formazioni di questo tipo sono state individuate sui pianeti Mercurio e Venere, sui pianeti nani Cerere e Plutone, sulla Luna, sul satellite marziano Fobos, sui saturniani Encelado e Titano, sul nettuniano Tritone e sull'asteroide 4 Vesta.